# Kasztelanowszczyzna
Kasztelanowszczyzna (biał. Кашталянаўшчына; ros. Кашталяновщина) – wieś na Białorusi, w obwodzie witebskim, w rejonie głębockim, w sielsowiecie Udział.

## Historia
W czasach zaborów dobra w powiecie dzisieńskim, w guberni wileńskiej Imperium Rosyjskiego.
W latach 1921–1945 majątek i kolonia leżała w Polsce, w województwie wileńskim, w powiecie dziśnieńskim, w gminie Głębokie.
Według Powszechnego Spisu Ludności z 1921 roku zamieszkiwały majątek 54 osoby, 21 było wyznania rzymskokatolickiego, 33 prawosławnego. Jednocześnie wszyscy mieszkańcy zadeklarowali polską przynależność narodową. Było tu 8 budynków mieszkalnych. W 1931 majątek w 6 domach zamieszkiwały 84 osoby, a kolonię (obecnie nieistniejącą)  w 3 domach 19 osób.
Wierni należeli do parafii rzymskokatolickiej i prawosławnej w Głębokiem. Miejscowość podlegała pod Sąd Grodzki w Głębokiem i Okręgowy w Wilnie; właściwy urząd pocztowy mieścił się w Głębokiem.
W wyniku napaści ZSRR na Polskę we wrześniu 1939 miejscowość znalazła się pod okupacją sowiecką. 2 listopada została włączona do Białoruskiej SRR. Od czerwca 1941 roku pod okupacją niemiecką. W 1944 miejscowość została ponownie zajęta przez wojska sowieckie i włączona do Białoruskiej SRR.
Od 1991 w składzie niepodległej Białorusi.